# 戦時性的強制被害者問題の解決の促進に関する法律案
戦時性的強制被害者問題の解決の促進に関する法律案（せんじせいてききょうせいひがいしゃもんだいのかいけつのそくしんにかんするほうりつあん）とは、慰安婦に関する法案。戦時性的強制被害者問題解決促進法案とも言う。

## 概説
1999年12月22日、民主党は『戦時性的強制被害者間題〔ママ〕の解決の促進に関する法律案（仮称）政策要綱』を発表。民主党作成の当初案の段階から日本人女性は対象者から除外するものとしていた。
2000年4月に民主党により最初に提案され、現在は民主党・社会民主党・日本共産党により国会提出されている。
本岡昭次が起案したため、別名、本岡法案とも言われている。なお、もともと共産党単独案では日本人慰安婦についても補償と謝罪の対象に含めていたが、民主・共産・社民3党案では、旧植民地と占領地出身の慰安婦を対象にし、日本人は対象にしていない。法案作成に関わった吉川春子参議院議員によれば、日本人を含めることについては3野党で一致できなかったため、共産党が妥協したという。
2002年7月23日の参議院内閣委員会において、女性国際戦犯法廷で有罪判決が出ていることを根拠に、この法案の成立を迫った。
2009年3月5日に韓国挺身隊問題対策協議会から法制定などを通じた旧日本軍慰安婦問題の早期解決を促す要請書を民主党に伝達したことを発表される。
2009年8月14日、ソウル地方裁判所は、1965年に締結された財産及び請求権に関する問題の解決並びに経済協力に関する日本国と大韓民国との間の協定により、日本政府からはすでに補償がなされており、対日請求は終了しているとの大韓民国政府の見解を公表した。

## 国会での民主党による趣旨説明
民主党は戦時性的強制被害者は慰安所に連行され、性的行為を強制されたものであり、従軍慰安婦とした場合は自発的な行動であるかのような誤解を生みかねないとしており、戦時性的強制被害者としている。また、戦後補償はサンフランシスコ条約と二国間条約で解決済みとする日本政府の考えは認められないとしている。

## 構成員
- 岡崎トミ子
- 吉川春子
- 千葉景子
- 円より子
- 福島瑞穂
- 田嶋陽子（2002年度）